# Jegindø

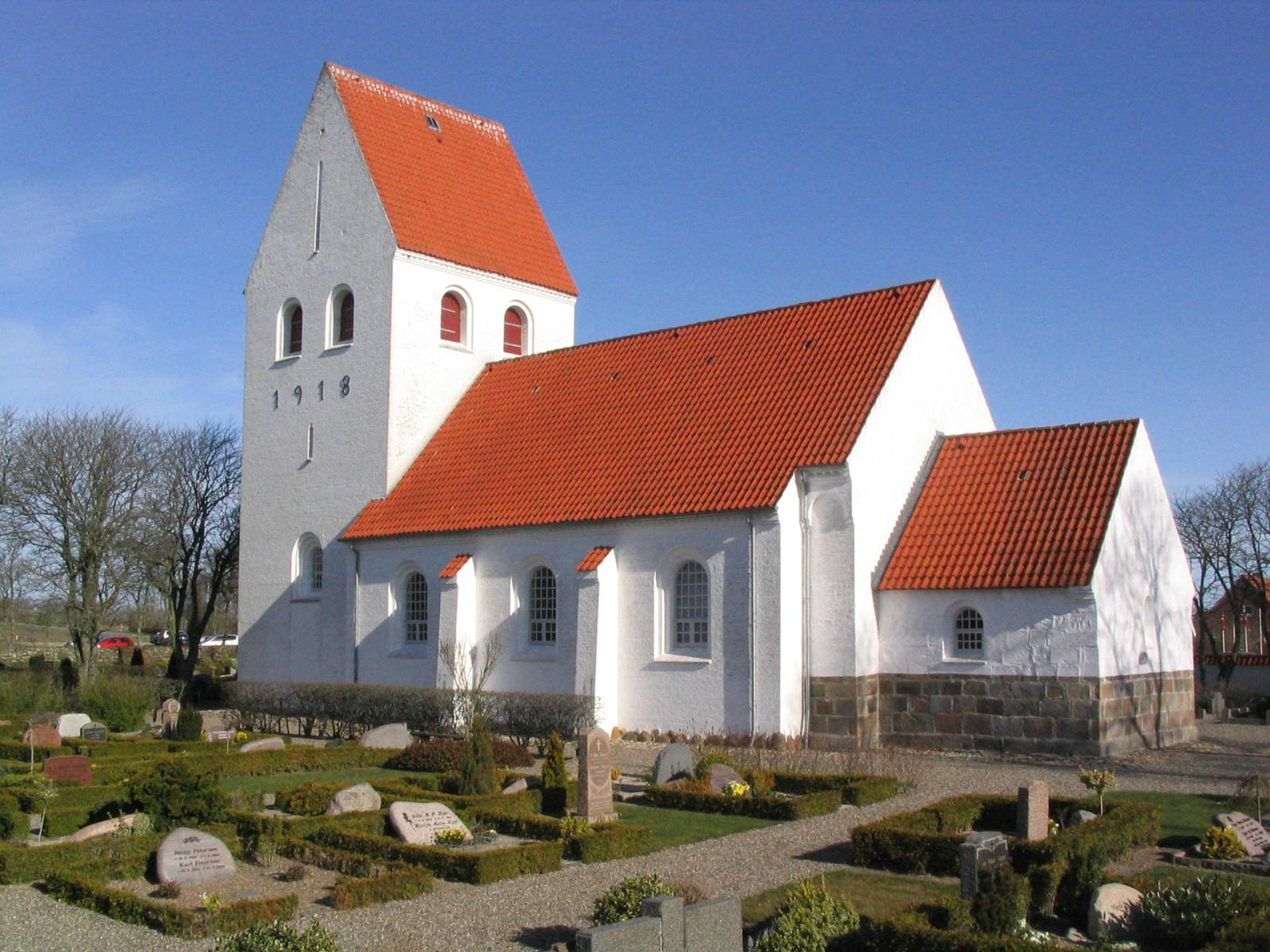
Jegindø Kirke

Jegindø är en ö i den västra delen av Limfjorden i Danmark.
- Yta: 7,91 km²
- Befolkning: 389 invånare (2020).[1]
- Högsta punkt: 13 meter över havet

Ön har en kyrka (Jegindø Kirke), en hamn, en efterskola, ett äldreboende, ett missionshus, en bank och några affärer.